# Реакция Абрамова
Реакция Абрамова — реакция α-гидроксиалкилирования органических гидрофосфорильных соединений (в частности, тиогидро- и иминогидрофосфорильных соединений) карбонильными соединениями. Открыта в 1947 г. советскими химиками А. Е. Арбузовым и М. М. Азоновским и подробно исследовалась Абрамовым В. С..
Реакция протекает в присутствии кислот либо оснований, например, аминов или алкоголятов, по следующей схеме:
где X, Y = RO, R, R2N, H, OH.
Механизм реакции заключается в нуклеофильном присоединении карбонильных соединений. При наличии в молекуле карбонильного соединения электроноакцепторных групп реакция протекает с большей скоростью: в то время как альдегиды и кетоны без электроноакцепторных заместителей в α-положении реагируют медленно, реакция хлораля с диалкилфосфитами является экзотермической. В присутствии кислот реакция является обратимой, в присутствии оснований реакция сопровождается внутримолекулярной изомеризацией.
Реакция Абрамова применяется для получения хлорофоса из хлораля и диметилфосфита.